# Moderno à Moda Antiga
Moderno à Moda Antiga é o segundo álbum de estúdio da cantora brasileira Marcela Taís. Produzido pela cantora com Michael Sullivan, o projeto reúne canções autorais em versos de poesia, assim como a cantora o fez no disco de estreia. O CD começou a ser trabalhado desde 2013, com as gravações se estendendo aos anos de 2014, até a finalização de 2015.
Durante a produção do álbum, a cantora afirmou que as temáticas do álbum se centrariam em temas mais próximos ao público feminino, e com a agregação de vários gêneros musicais, como o reggae, a MPB, o pop rock e o folk. O CD contém a participação dos cantores Salomão do Reggae, Anaylle Sullivan e Paulo César Baruk.

## Faixas
| Críticas profissionais | Críticas profissionais |
| Avaliações da crítica  | Avaliações da crítica  |
| Fonte                  | Avaliação              |
| ---------------------- | ---------------------- |
| O Propagador           | [ 5 ]                  |
| Super Gospel           | (favorável)            |

1. Ame Mais, Julgue Menos - 4:50
2. Moderno à Moda Antiga - 4:48
3. Muita Calma nessa Alma - 4:01
4. Risco (part. Salomão do Reggae) - 3:10
5. Quando é Amor - 2:51
6. Sou Diferente (part. Paulo César Baruk) - 4:42
7. Voar - 4:04
8. Partir - 2:38
9. Naufrágio - 4:19
10. Homem de Verdade - 3:49
11. Conselho de Amiga - 3:57 (part. Anaylle Sullivan)
12. Espera por Mim - 4:38
13. Pequenas Alegrias - 4:12

## Ficha técnica
Banda
- Marcela Taís - vocais, produção musical, arranjos
- Michael Sullivan - produção musical, arranjos
- Tobias Adoniran - arranjos, violão, guitarra
- Sérgio Knust - banjo e bandolim
- Paulo César Baruk - vocal em "Sou Diferente"
- Salomão do Reggae - vocal em "Risco"
- Anaylle Sullivan - vocal em "Conselho de Amiga"
- Johnny Mafra - violão, guitarra
- Felipe Viana - baixo, harmônica, violão, guitarra, vocal de apoio em "Homem de Verdade"
- Nailson dy Matos - baixo
- Júnior Amaral - teclados e programações
- Eduardo Martins - bateria
- Mafran do Maracanã - percussão
- Jefferson Alves - violino

Equipe técnica
- Jordan Macedo - mixagem e masterização